# Slopestyle aux Jeux olympiques
Le slopestyle fait son apparition aux Jeux olympiques d'hiver en 2014 à Sotchi (fédération de Russie), parmi les disciplines liées au ski acrobatique. 